# Arenifera
Arenifera ist eine Pflanzengattung aus der Familie der Mittagsblumengewächse (Aizoaceae). Der botanischen Name der Gattung leitet sich von den lateinischen Worten arena für ‚Sand‘ sowie ferre für ‚tragen‘ ab und verweist darauf, dass sich auf den Laubblättern der Typusart Arenifera pillansii Sand ansammelt.

## Beschreibung
Die Arten der Gattung Arenifera wachsen als Strauch von bis zu 40 Zentimeter Höhe. Die seitlichen Kurztriebe erscheinen durch die Blattnarben geringelt. Ihre Laubblätter sind dreieckig bis scharf dreikantig. Die Zellen ihrer Epidermis sind niedrig papillat, die äußere Epidermiswand enthält unterschiedliche Mengen Kristallsand. Die darin befindlichen Spaltöffnungen sind überwölbt und daher etwas eingesenkt.
Der Blütenstand trägt Brakteen. Die Blüten besitzen vier bis fünf Kelchblätter und rosafarbene Kronblätter. Die bis zu 25 filamentösen Staminodien sind vollständig purpurfarben oder im unteren Bereich weiß. Sie  umgeben die Staubblätter in einem lockeren Kegel. Das Nektarium bildet einen lophomorphen Ring.
Die sechs- bis achtfächrigen Früchte sind an ihrer Basis trichterförmig. Ihre Klappenflügel sind breit bis fehlend. Die schmalen Verschlusskörper bilden eine kleine Kappe. Die Früchte enthalten verlängerte, birnenförmige Samen.

## Systematik und Verbreitung
Die Gattung Arenifera ist in Südafrika im Nordwesten der Provinz Nordkap und im Westen der Provinz Westkap auf kiesigen Ebenen oder sanften, felsigen Abhängen verbreitet. Die Arten wachsen in Gebieten mit Niederschlagsmengen von weniger als 100 Millimeter jährlich, der hauptsächlich im Winter fällt.
Die Erstbeschreibung der Gattung durch Hans Herre wurde 1948 veröffentlicht. Die Gattung Arenifera umfasst folgende Arten:
- Arenifera pillansii (L.Bolus) A.G.J.Herre
- Arenifera pungens H.E.K.Hartmann
- Arenifera spinescens (L.Bolus) H.E.K.Hartmann
- Arenifera stylosa (L.Bolus) H.E.K.Hartmann

## Nachweise

## Weiterführende Literatur
- Heidrun E. K. Hartmann: Miscellaneous taxonomic notes on Aizoaceae. In: Bradleya. Band 14, 1996, S. 29–56.